# Método pós-Hartree-Fock
Em química computacional, métodos pós-Hartree–Fock são o conjunto de métodos desenvolvidos para melhorar o método Hartree–Fock (HF), ou método campo autoconsistente (SCF, do inglês self-consistent field).  Eles adicionam correlação de elétrons a qual é um meio mais preciso de incluir as repulsões entre elétrons que no método Hartee–Fock onde repulsões são somente tratadas como médias.